# Синя акула
Синята акула (Prionace glauca) е вид от семейство сиви акули (Carcharhinidae), обитаващ дълбоки води в умерените и тропически ширини на световните океани. Сините акули мигрират на дълги разстояния, например от Нова Англия до Южна Америка. Въпреки че по принцип са „мързеливи“, могат да се движат и много бързо. Сините акули са живородни, отбелязани са големи котила от 25 до над 100 малки. Хранят се предимно с дребни риби и калмари, въпреки че могат да нападат и по-едра плячка. Сините акули често образуват групи разделени по пол и размер и това им поведение е довело до прякора „морски вълци“.

## Външни характеристики
Сините акули имат тънка снага, с големи гръдни перки. В горната си част тялото е тъмносиньо, по-ярко от двете страни, а долната страна е бяла. Достигат 3,8 метра и може да тежат до 204 кг. Най-тежката регистрирана е тежала 391 кг.

## Възпроизвеждане
Те са живородни, с жълтъкова плацентата, осигуряваща изхранването на 4 до 135 малки. Периодът на бременност е между 9 и 12 месеца. Женските съзряват на 5 до 6-годишна възраст, а мъжките на 4 до 5 години. Ухажването включва хапане от страна на мъжките в началото на брачния танц. Зрелите екземпляри може да бъдат точно определени според наличието или отсъствието на белези от ухапване. Женските сини акули са се адаптирали към грубия брачен ритуал, чрез развиване на кожата 3 пъти по-дебела от мъжката кожа.

## Разпространение
Синята акула е океански и епипелагичен вид срещащ се по целия свят в дълбоки умерени и тропически води от повърхността до около 350 метра дълбочина. В умерените морета могат да се доближат до бреговете, където могат да бъдат наблюдавани от водолази, докато в тропическите води обитава по-голяма дълбочина. Стигат далеч на север чак до Норвегия и далеч на юг до Чили. Сините акули са установени около бреговете на всеки континент, с изключение на Антарктида. Най-големи концентрации има в Тихия океан на географска ширина между 20° и 50°, но със силно изразени сезонни колебания. В тропиците е разпространена равномерно между 20° с.ш. и 20° ю.ш. Предпочита води в температурния диапазон от 7 – 16 °C, но понася температури от 21 °C или нагоре. Записите от Атлантическия океан показват редовно миграция по посока на часовниковата стрелка в рамките на преобладаващите течения.

## Хранене
Калмарите са важна плячка за сините акули, но тяхната диета включва и други безгръбначни като сепия и октоподи, както и омари, скариди, раци, също голям брой костни риби, малки акули, бозайници, мърша и спорадично морски птици. Китова мас и месо от морска свиня са били намерени в стомасите на заловените екземпляри. Сините акули рядко ядат риба тон.

## Врагове
Възрастните сини акули не са жертва на хищничеството, освен от хората. Малки и по-малки млади екземпляри може да бъдат изядени от всички достатъчно големи акули като голямата бяла акула и тигрова акула. Сините акули са гостоприемници на няколко вида паразити. Например, синя акула е установена като гостоприемник на тенията, Pelichnibothrium speciosum (Prionacestus bipartitus). Те се заразят при ядене на междинни гостоприемници – вероятно опахи, (Lampris guttatus), и/или Alepisaurus ferox.

## Взаимовръзка с хората
Смята се, че 10 до 20 милиона екземпляра от този вид се убиват всяка година в резултат на риболов. Месото е годно за консумация, но не е широко търсено. Консумира се прясно, сушено, пушено, осолено и като рибно брашно. Кожата се използва за кожени изделия, перките за супа от перки на акула, а черния дроб на рибено масло.
Счита се, че между 1580 и 2013 г. е имало 13 атаки върху хората и 4 смъртни случаи.